# Linanthus jaegeri
Linanthus jaegeri är en blågullsväxtart som först beskrevs av Philip Alexander Munz, och fick sitt nu gällande namn av J.M. Porter och L.A. Johnson. Linanthus jaegeri ingår i släktet Linanthus och familjen blågullsväxter. Inga underarter finns listade i Catalogue of Life.